# Вандам (посёлок)
Вандам (азерб. Vəndam) — посёлок в Габалинском районе Азербайджана. Находится в 210 км к западу от столицы — города Баку, в 12 км от районного центра Габалы и в 30 км от города Исмаиллы.
В посёлке Вандам родился генерал-майор азербайджанской армии, Национальный Герой Азербайджана — Полад Исраил оглы Гашимов, в честь которого названа улица в городе Габала.

Национальный герой Азербайджана Полад Хашимов

## Этимология
По народной этимологии название «Вандам» объясняется от имени собственного Ван и слова «дам» (крыша).
Также в некоторых диалектах азербайджанского языка существует слово «Vən» (ясень)", и предполагается, что в старину здешние дома возводились из ясеня и вследствие этого село получило своё название.

## Физико-географическое описание
Вандам расположен на левом берегу реки Вандамчай, у подножия Главного Кавказского хребта.
К востоку к Вандаму примыкает гора Гирвэ (Кирвэ дагы).
В Азербайджане не так много естественных каштановых лесов, но по склонам долин Вандамчая и ряда других рек (например Бумчай), значительные участки занимают почти чистые каштанники или леса с преобладанием каштана и примесью бука, клёна, граба.
Присутствует слаборазвитое животноводство. Развито садоводство. Основные выращиваемые растения — это каштан, орех, разные сорта яблок, груш.
Самый известный сорт яблок — гызылахмеди.
В местности нередко происходят сели. В результате многочасового селя на реке Вандамчай, случившегося в августе 1899 года, Вандам был разрушен.

### Административное деление
Вандам делится на две части — Говлуг и Бичечин. Один из кварталов посёлка именуется «Араблиляр».

## История
В древности Вандам являлся одним из пунктов караванного пути Шемаха — Вендам — Шеки — Тбилиси, который, проходя через горы Большого Кавказа, заканчивался у берегов Чёрного моря.

### Археологические и эпиграфические сведения
На близком расстоянии от Вандама находится древнее кладбище Хизре Габрестанлиги (Вандам Хизреси), где ещё в 1885 году были восьмигранные гумбезы, над входной дверью каждого из которых имелась надпись с арабским и персидским текстом (по-арабски указаны даты и прочее, а по-персидски приведены стихи разных поэтов о смерти и т. п.). Фотографии с гумбезов были сняты Рашид-беком Эфендиевым и отосланы в Тифлис. Одна из надписей содержит дату 590 год хиджры, встречаются выражения «Султан ибн Султан» (السلطان ﺍﻨﻥ السلطان).
Близ кладбища находился камень с латинской надписью, отправленный в 1885 году в Тифлисский музей.
Также в Вандаме находится археологический памятник VI—IX веков «Галаусту йери».
В 1923 году близ Вандама был выкопан кувшинчик с серебряными монетами польско-литовского короля Сигизмунда III и другими. Такие мелкие европейские монеты, как монеты Сигизмунда III, были в то время распространены в Закавказье.

### В составе Российской империи и СССР
В 1846—1859 годах Вандам относился к Куткашенскому магалу Шемахинской (с 1859 года — Бакинской губернии).
Высочайшим указом «О преобразовании управления Кавказского и Закавказского края» от 9 декабря 1867 года учреждалась Елизаветпольская губерния, в состав которой вошли некоторые уезды Бакинской губернии. В дальнейшем Вандам числился как один из населённых пунктов Нухинского уезда Елизаветпольской губернии. Село Вандам вместе с лезгинским с. Каладжик и ещё одним азербайджанским с. Мамед-Агалы в 1880-х годах составляли Вандамское сельское общество 4-го участка данного уезда.
В 1960—1970-х годах Вандам был одним из пяти сёл Вандамского сельского совета (сельсовета) Куткашенского района Азербайджанской ССР. К концу 1970-х годов здесь имелись средняя и 2 восьмиклассные школы, библиотека, дом культуры, больница.

## Население
Согласно большинству исторических и статистических данных, большинство населения села Вандам составляют азербайджанцы.

### XIX век
По данным «Кавказского календаря» на 1856 год, Вандам (азерб. ﻭﻧﺪﺍﻡ) населяли «татары»-сунниты (то есть азербайджанцы-сунниты), которые между собой говорили по-«татарски» (по-азербайджански).
Согласно сведениям по камеральному описанию 1874 года, население Вандама состояло из 3572 «татар» (то есть азербайджанцев), которые являлись мусульманами-суннитами. По материалам посемейных списков на 1886 год, в Вандаме насчитывалось 766 дыма и 4323 жителя (все «татары»-сунниты), из которых 4130 — крестьяне (734 дыма) на казённой земле, 165 беков и 28 представителей духовенства.

### XX век
По сведениям «Кавказского календаря» на 1904 год, опирающимся на данные статистических комитетов Кавказского края, в Вандаме было 4851 жителей, в основном «татары» (азербайджанцы). Тот же этнический состав приводит «Кавказский календарь» на 1910 год, по данным которого в селении Вандам в 1907 году проживало 2290 человек. Те же данные приведены в Памятной книжке Елисаветпольской губернии на 1910 год. Та же численность населения и тот же этнический состав указаны в «Кавказском календаре» на 1912 год.
Следующий «Кавказский календарь», на 1915 год, фиксирует в Вандаме уже 3082 человека и тоже в основном «татар» (азербайджанцев). Эти сведения (численность и этнический состав) повторяются в «Кавказском календаре» на 1916 год.
Согласно результатам Азербайджанской сельскохозяйственной переписи 1921 года, Вандам с казмой (землянкой) Карабулаг населяли 3327 человек, преимущественно тюрки-азербайджанцы (азербайджанцы).
По материалам издания «Административное деление АССР», подготовленного в 1933 году Управлением народно-хозяйственного учёта Азербайджанской ССР (АзНХУ), по состоянию на 1 января 1933 года Вандам являлся центром Вандамского сельсовета Куткашенского района Азербайджанской ССР. В селе на то время проживало 3324 человека (788 хозяйств), среди которых было 1778 мужчин и 1546 женщин. Тюрки (азербайджанцы) составляли 98,2 % населения всего Вандамского сельсовета.
В 1940-е годы в Вандам переселились несколько семей хиналугцев из посёлка Хиналуг (Губинский район Азербайджана).
По состоянию на 1976 год, население Вандама насчитывало 3844 человека. Более 98,5 % — азербайджанцы, в незначительном количестве имелось лезгинское население.
По переписи 2009 года, население составило 8943 человек.

### Известные уроженцы
Уроженцами Вандама являются: Полад Гашимов — Национальный Герой Азербайджана; Тофик Вандамлы (1949—1977) — азербайджанский поэт, диссидент; Меджид Ахад оглы Марданов — заслуженный деятель науки, доктор технических наук, профессор; Шахрияр Рамиз оглы Алибейли (1994—2023) — старший лейтенант азербайджанской армии, участник Второй Карабахской войны. Награждён медалями «За освобождение Шуши» и «За освобождение Ходжавенда». Похоронен на II Аллее почётного захоронения в Баку.

## Экономика
В советское время в селе были развиты землепашество, садоводство и животноводство.

### Народные промыслы
В старину в Вандаме существовал промысел — «кёмюрбасма» (углеобжигание). Кроме того, село было одним из центров кузнечного дела и производства медной продукции. Имелись также и мастера-лудильщики. Вандам был также известен шелководством и пчеловодством.
На Всемирной лондонской выставке 1851 года житель Вандама, Джалал Махмуд оглы был удостоен бронзовой медали («за турью кожу съ рогами»).

## Фотогалерея

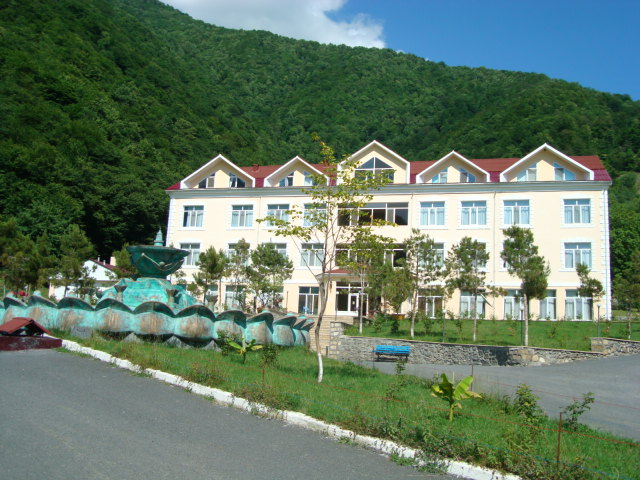
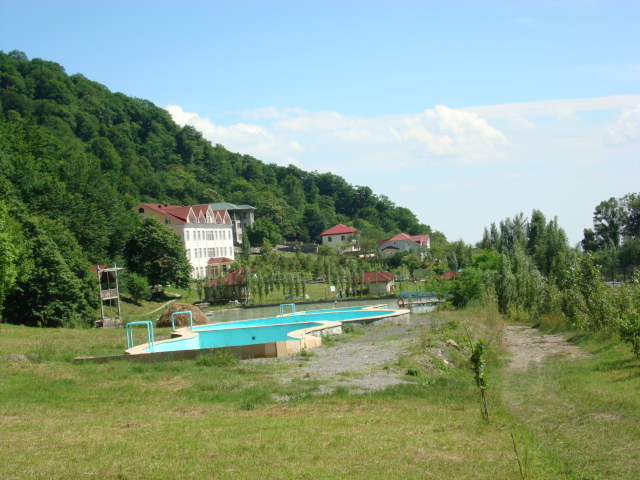
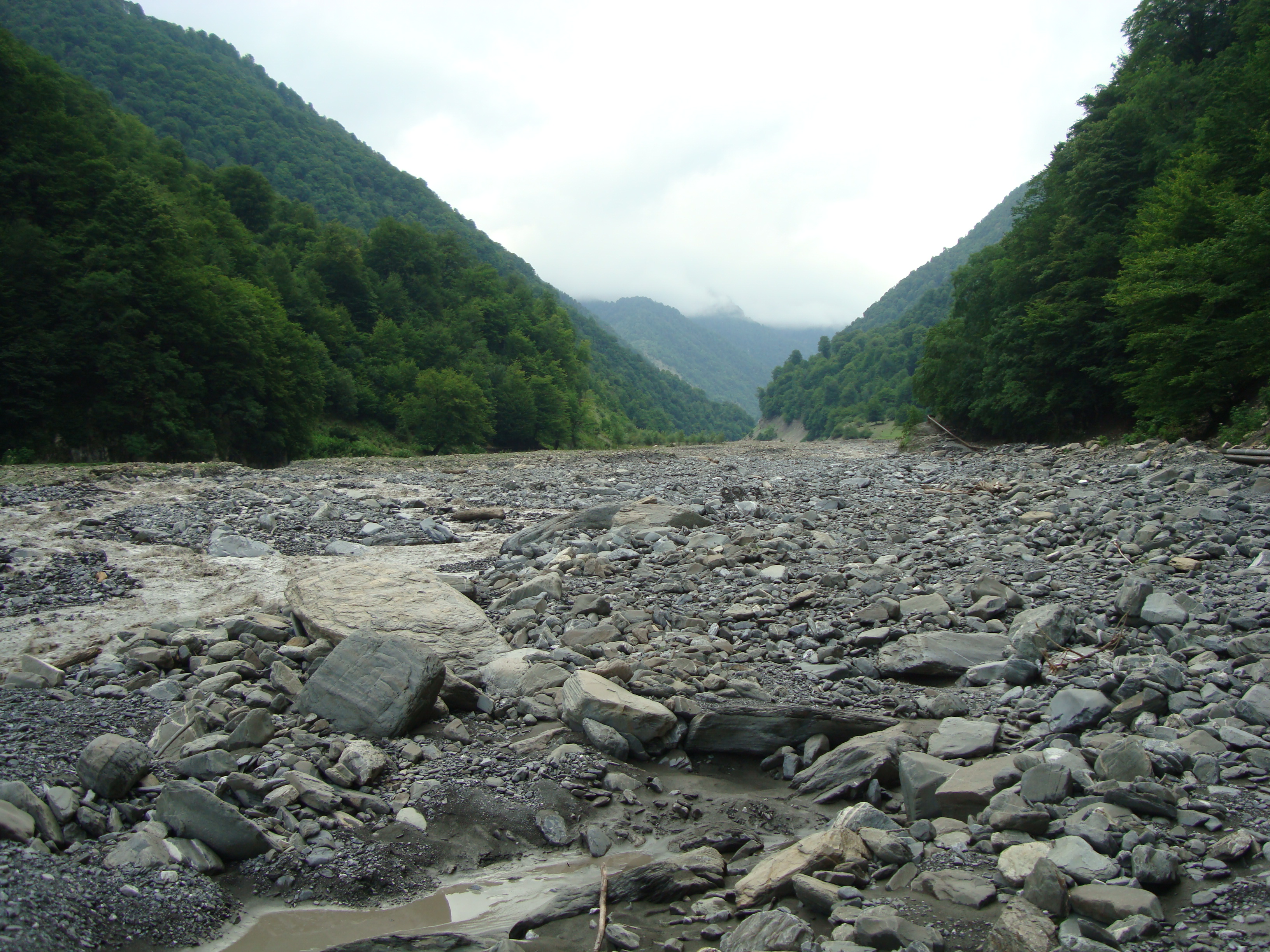
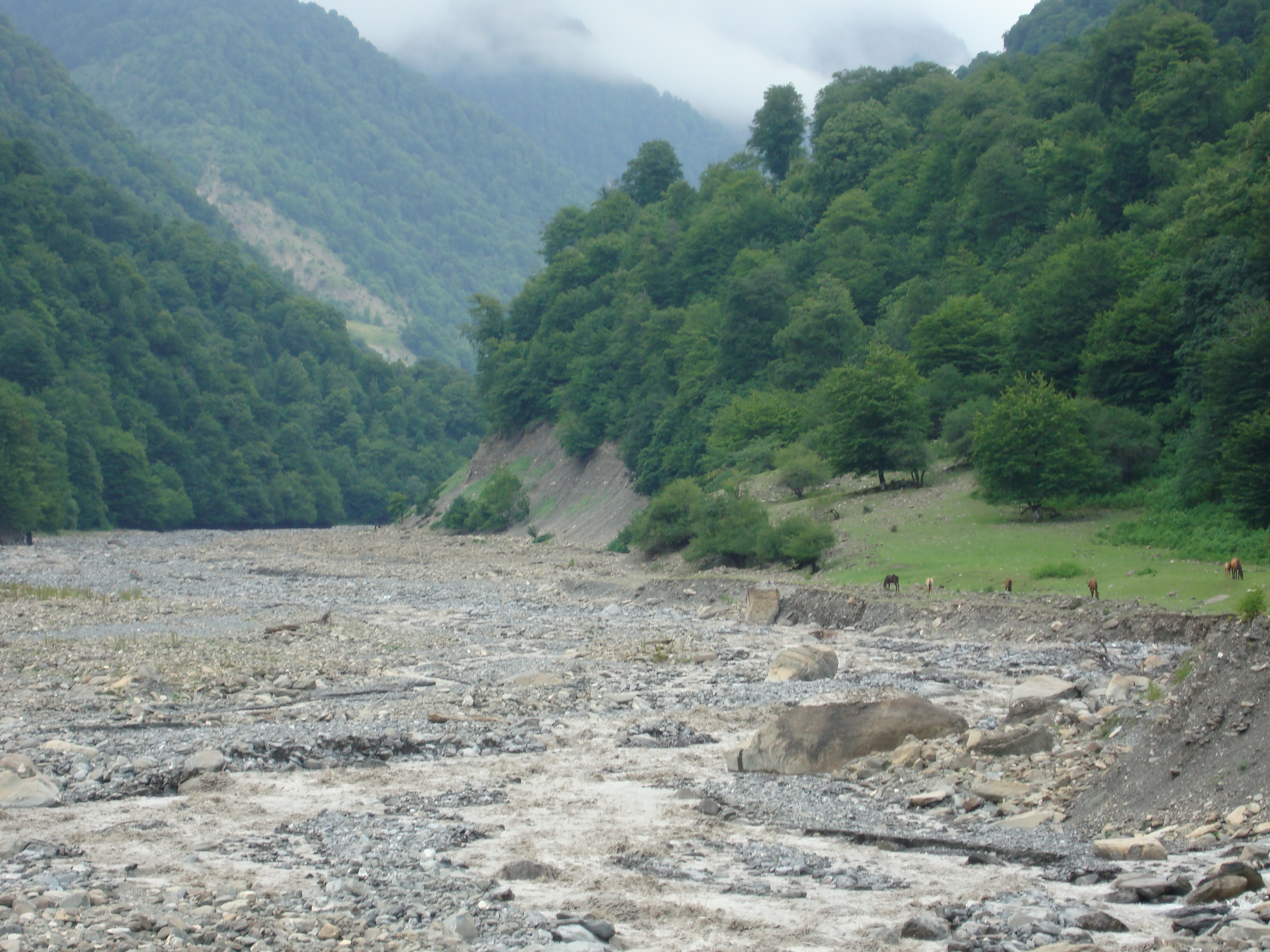